# Chrysochroa fulminans
Chrysochroa fulminans es una especie de escarabajo barrenador metálico del género Chrysochroa, categorizada en la tribu Chrysochroini, de la subfamilia Chrysochroinae. Fue descrita científicamente por Fabricius en 1787.

## Descripción
Mide 30-40 milímetros (1,2 a 1,6 pulgadas). Poseen una superficie brillante con diversidad de colores iridiscentes que varían desde verde a rojizo o violeta.

## Distribución geográfica
Se pueden encontrar desde Malasia, Indonesia y Filipinas hasta Papúa Nueva Guinea.